# 扥克通阿
扥克通阿，中國清朝官員，本籍中國滿洲。
扥克通阿於1836年（道光16年）接替熊飛，擔任台灣府台灣縣知縣。管轄約今台灣南部之嘉義縣、嘉義市、台南縣、市全境及高雄縣部份區域。該區域面積約為4500平方公里，也是清治時期台灣島之漢人集中地所在。
1839年，他被山西道監察御史杜彥士奏參：性情貪鄙、荒淫無度，到任以來不審理訴訟，戶婚田墾經年不批示，並焚毀公文。該年四月，他被革職查辦。